# Billaea montana
Billaea montana är en tvåvingeart som först beskrevs av Reginald James West 1924. 
Billaea montana ingår i släktet Billaea och familjen parasitflugor. Artens utbredningsområde är Vermont. Inga underarter finns listade i Catalogue of Life.